# Adolfo II di Nassau (1422-1475)
Adolfo II di Nassau (1422 – Eltville am Rhein, 6 settembre 1475) fu arcivescovo di Magonza dal 1461 al 1475.

## Biografia
Adolfo II (o III) di Nassau o Adolfo II di Nassau-Wiesbaden-Idstein (Adolf von Nassau-Wiesbaden-Idstein in tedesco) era un figlio del conte Adolfo II di Nassau-Wiesbaden-Idstein, conte di Nassau-Wiesbaden-Idstein, e di Margherita di Baden.
Fu principe elettore-arcivescovo dell'Elettorato di Magonza.
Nel 1459 Adolfo II di Nassau presenta la sua candidatura all'elezione dell'arcivescovado di Magonza, ma fu battuto da Teodorico di Isenburg-Büdingen, allora arcivescovo di Magonza. Nel 1461, in seguito alle riforme intraprese da Diether von Isenburg, contrarie alla Chiesa e all'imperatore del Sacro Romano Impero, ma anche per non essere riuscito a pagare le annate richieste, papa Pio II nomina Adolfo II di Nassau arcivescovo di Magonza. Ma Magonza e il capitolo della sua cattedrale di San Martino rimangono fedeli al loro ex arcivescovo, nonostante l'appoggio esplicito anche di Gabriel Biel ad Adolfo, costringendo Adolfo II all'uso della forza. Dopo quasi un anno di guerra devastante e costosa, Adolfo II di Nassau conquista la città di Magonza il 28 ottobre 1462. Questa guerra fa quasi 500 morti e altri 400 cittadini di Magonza trovano rifugio all'estero.
Ordina l'espulsione nel 1470 degli ebrei che vivevano a Magonza. Dopo circa un anno, con la pace di Zeilsheim (nei pressi di Francoforte sul Meno) del 5 ottobre 1463, Teodorico di Isenburg-Büdingen rinuncia al trono di Magonza in cambio del principato di Höchst, Hanau-Steinheim e Dieburg e una considerevole somma di denaro. Adolfo II di Nassau ritira i privilegi concessi dal 1244 alla città da Sigfrido III di Eppstein e le toglie il suo status di città libera.
Adolfo II di Nassau fu sepolto nel monastero dell'abbazia di Eberbach.

## Ascendenza
|                                                 |                                |                                     | Genitori                                    |  |  | Nonni |  |  | Bisnonni                                    |  |  | Trisnonni                                                      |  |
|                                                 |                                |                                     |                                             |  |  |       |  |  | Adolfo I, conte di Nassau-Wiesbaden-Idstein |  |  | Gerlach I, conte di Nassau-Wiesbaden-Idstein e Nassau-Weilburg |  |
|                                                 |                                |                                     |                                             |  |  |       |  |  | Adolfo I, conte di Nassau-Wiesbaden-Idstein |  |  | Gerlach I, conte di Nassau-Wiesbaden-Idstein e Nassau-Weilburg |  |
|                                                 |                                | Agnese d'Assia                      |                                             |  |  |       |  |  | Adolfo I, conte di Nassau-Wiesbaden-Idstein |  |  |                                                                |  |
| Valderamo IV, conte di Nassau-Wiesbaden-Idstein |                                |                                     |                                             |  |  |       |  |  | Adolfo I, conte di Nassau-Wiesbaden-Idstein |  |  |                                                                |  |
|                                                 |                                | Margherita di Norimberga            | Federico IV, burgravio di Norimberga        |  |  |       |  |  |                                             |  |  |                                                                |  |
|                                                 |                                | Margherita di Norimberga            | Federico IV, burgravio di Norimberga        |  |  |       |  |  |                                             |  |  |                                                                |  |
|                                                 |                                | Margherita di Norimberga            | Margherita di Tirolo-Gorizia                |  |  |       |  |  |                                             |  |  |                                                                |  |
| Adolfo II, conte di Nassau-Wiesbaden-Idstein    |                                | Margherita di Norimberga            |                                             |  |  |       |  |  |                                             |  |  |                                                                |  |
|                                                 |                                | Giovanni I, signore di Westerburg   | Rainardo I, signore di Westerburg           |  |  |       |  |  |                                             |  |  |                                                                |  |
|                                                 |                                | Giovanni I, signore di Westerburg   | Rainardo I, signore di Westerburg           |  |  |       |  |  |                                             |  |  |                                                                |  |
|                                                 |                                | Giovanni I, signore di Westerburg   | Berta di Falkenstein                        |  |  |       |  |  |                                             |  |  |                                                                |  |
| Berta di Westerburg                             |                                | Giovanni I, signore di Westerburg   |                                             |  |  |       |  |  |                                             |  |  |                                                                |  |
|                                                 |                                | Cunegonda di Sayn                   | Giovanni II, conte di Sayn                  |  |  |       |  |  |                                             |  |  |                                                                |  |
|                                                 |                                | Cunegonda di Sayn                   | Giovanni II, conte di Sayn                  |  |  |       |  |  |                                             |  |  |                                                                |  |
|                                                 |                                | Cunegonda di Sayn                   | Elisabetta di Jülich                        |  |  |       |  |  |                                             |  |  |                                                                |  |
| Adolfo III di Nassau-Wiesbaden-Idstein          |                                | Cunegonda di Sayn                   |                                             |  |  |       |  |  |                                             |  |  |                                                                |  |
|                                                 | Rodolfo VI, margravio di Baden | Federico III, margravio di Baden    |                                             |  |  |       |  |  |                                             |  |  |                                                                |  |
|                                                 | Rodolfo VI, margravio di Baden | Federico III, margravio di Baden    |                                             |  |  |       |  |  |                                             |  |  |                                                                |  |
|                                                 | Rodolfo VI, margravio di Baden | Margherita di Baden                 |                                             |  |  |       |  |  |                                             |  |  |                                                                |  |
| Bernardo I, margravio di Baden                  | Rodolfo VI, margravio di Baden |                                     |                                             |  |  |       |  |  |                                             |  |  |                                                                |  |
|                                                 |                                | Matilde di Sponheim-Starkenburg     | Giovanni III, conte di Sponheim-Starkenburg |  |  |       |  |  |                                             |  |  |                                                                |  |
|                                                 |                                | Matilde di Sponheim-Starkenburg     | Giovanni III, conte di Sponheim-Starkenburg |  |  |       |  |  |                                             |  |  |                                                                |  |
|                                                 |                                | Matilde di Sponheim-Starkenburg     | Matilde di Baviera                          |  |  |       |  |  |                                             |  |  |                                                                |  |
| Margherita di Baden                             |                                | Matilde di Sponheim-Starkenburg     |                                             |  |  |       |  |  |                                             |  |  |                                                                |  |
|                                                 |                                | Ludovico XI, conte di Oettingen     | Ludovico X, conte di Oettingen              |  |  |       |  |  |                                             |  |  |                                                                |  |
|                                                 |                                | Ludovico XI, conte di Oettingen     | Ludovico X, conte di Oettingen              |  |  |       |  |  |                                             |  |  |                                                                |  |
|                                                 |                                | Ludovico XI, conte di Oettingen     | Imagina di Schaunberg                       |  |  |       |  |  |                                             |  |  |                                                                |  |
| Anna von Oettingen                              |                                | Ludovico XI, conte di Oettingen     |                                             |  |  |       |  |  |                                             |  |  |                                                                |  |
|                                                 |                                | Beatrice di Helfenstein-Wiesensteig | Ulrico V, conte di Helfenstein-Wiesensteig  |  |  |       |  |  |                                             |  |  |                                                                |  |
|                                                 |                                | Beatrice di Helfenstein-Wiesensteig | Ulrico V, conte di Helfenstein-Wiesensteig  |  |  |       |  |  |                                             |  |  |                                                                |  |
|                                                 |                                | Beatrice di Helfenstein-Wiesensteig | Maria Kotromanić                            |  |  |       |  |  |                                             |  |  |                                                                |  |
|                                                 |                                | Beatrice di Helfenstein-Wiesensteig |                                             |  |  |       |  |  |                                             |  |  |                                                                |  |